# Tygra
Tygra è una nave da carico di proprietà della Element Shipmanagement SA battente bandiera liberiana.
Fu costruita nel 1998 con il nome di Alva Maersk, in seguito ribattezzata nel 2004 con il nome Maersk Alabama e salpata negli Stati Uniti. L'imbarcazione inoltre poteva trasportare circa 17.000 tonnellate di carico e il suo percorso regolare è da Mombasa a Salalah e infine a Gibuti.
È nota soprattutto per essere stata dirottata l'8 aprile 2009 da un gruppo di 4 pirati somali. Dopo che i membri dell'equipaggio riuscirono a riconquistare il comando, i pirati si ritirarono e tre di loro presero in ostaggio il capitano della nave Richard Phillips a bordo di una lancia di salvataggio, allo scopo di raggiungere la Somalia in cambio di una somma di 10 milioni di dollari.
Il cacciatorpediniere USS Bainbridge, al fianco della fregata USS Halyburton e della portaelicotteri USS Boxer, tentò di salvare l'ostaggio prima che la lancia raggiungesse la costa somala e il 12 aprile, dopo quattro giorni di negoziazioni, i cecchini appartenenti al DEVGRU dei Navy SEALs aprirono il fuoco sulla lancia uccidendo i tre pirati e trassero in salvo il comandante Phillips, mentre il quarto pirata, Abduwali Muse, che era il capo del gruppo, venne catturato sulla Bainbridge e condannato a 33 anni di carcere per pirateria.
La lancia di salvataggio del Maersk Alabama sulla quale il comandante Phillips fu tenuto prigioniero è conservata presso il National Navy SEAL Museum
La storia di questo dirottamento, il primo di una nave da carico statunitense in duecento anni di storia navale, è stata documentata dal saggio del 2010 Il dovere di un capitano di Richard Phillips e dal film del 2013 Captain Phillips - Attacco in mare aperto, diretto da Paul Greengrass, con protagonista Tom Hanks nel ruolo di Phillips.
In seguito la Maersk Alabama, a cavallo tra il novembre 2009 e il maggio 2011, sopravvisse ad altri quattro tentativi di dirottamento da parte di pirati somali e per questo la sicurezza della nave è aumentata e ristretta, pronta a scongiurare possibili attacchi di pirateria al largo del Corno d'Africa.